# Isling
Isling ist ein Gemeindeteil der Stadt Lichtenfels in Oberfranken, in die es am 1. Januar 1978 eingegliedert wurde. Es hat rund 400 Einwohner, die überwiegend katholisch sind.

## Geographie
Das Pfarrdorf Isling liegt zentral im Landkreis Lichtenfels zwischen Altenkunstadt und Lichtenfels am nördlichen Rand des Naturparks Fränkische Schweiz-Veldensteiner Forst. Nachbarortschaften sind im Nordosten Burkheim, im Osten Tauschendorf, im Südosten Siedamsdorf, im Süden Altendorf, im Südwesten Mönchkröttendorf und im Nordwesten Roth.

## Geschichte
Die Ortsgründung war wohl zu Beginn des 9. Jahrhunderts als eine der auf Befehl Karls des Großen gegründeten Slawenpfarreien. Die Erstnennung von Isling war ca. 1136 mit „Walther de Ysilingen“. Im Jahr 1138 folgte die Erwähnung von „Walchel de Islingen“. 1142 bestätigte der Bamberger Bischof Egilbert dem Kloster Langheim die von Graf Poppo erworbenen Zehnten mit zwei Mansen und zwölf Äckern bei „Isilingen“. 1182 wurde die Würzburger Pfarrkirche „Iselingen“ genannt.
Im Jahre 1314 erfolgte die Eingliederung der Pfarrgemeinde in das Kloster Langheim. Im Jahre 1818 wurde der Ort nach der Säkularisation des Klosters Langheim (1802/03) eine selbständige Gemeinde und 1862 folgte die Eingliederung in das Bezirksamt Lichtenfels.
Im Jahre 1969 wurde der Ort mit der Goldmedaille beim Bundeswettbewerb Unser Dorf soll schöner werden ausgezeichnet. Am 1. Januar 1978 wurde die Gemeinde Isling in die Stadt Lichtenfels eingegliedert. Im Namen Isling wird die lange Geschichte dieses Dorfes deutlich. Die Endung ing besagt, dass Isling zu den über 1000-jährigen Ing-Siedlungen gehört. Isling entstand aus dem Personennamen Islo (der erste Ansiedler soll ein Graf Islo gewesen sein – der Flurname Burg könnte auf seine ehemalige Burg hinweisen). Aufgrund der Namensgebung ist die offenbar politisch bedingte Gründung Islings Siedlern aus Schwaben zuzuschreiben. Der Begriff Schwaben (von Sueben) bezeichnet eine Volksgruppe, deren Gebiet sich weit über den heutigen bayerischen Regierungsbezirk Schwaben und den württembergischen Raum hinaus erstreckte.

## Bauwerke

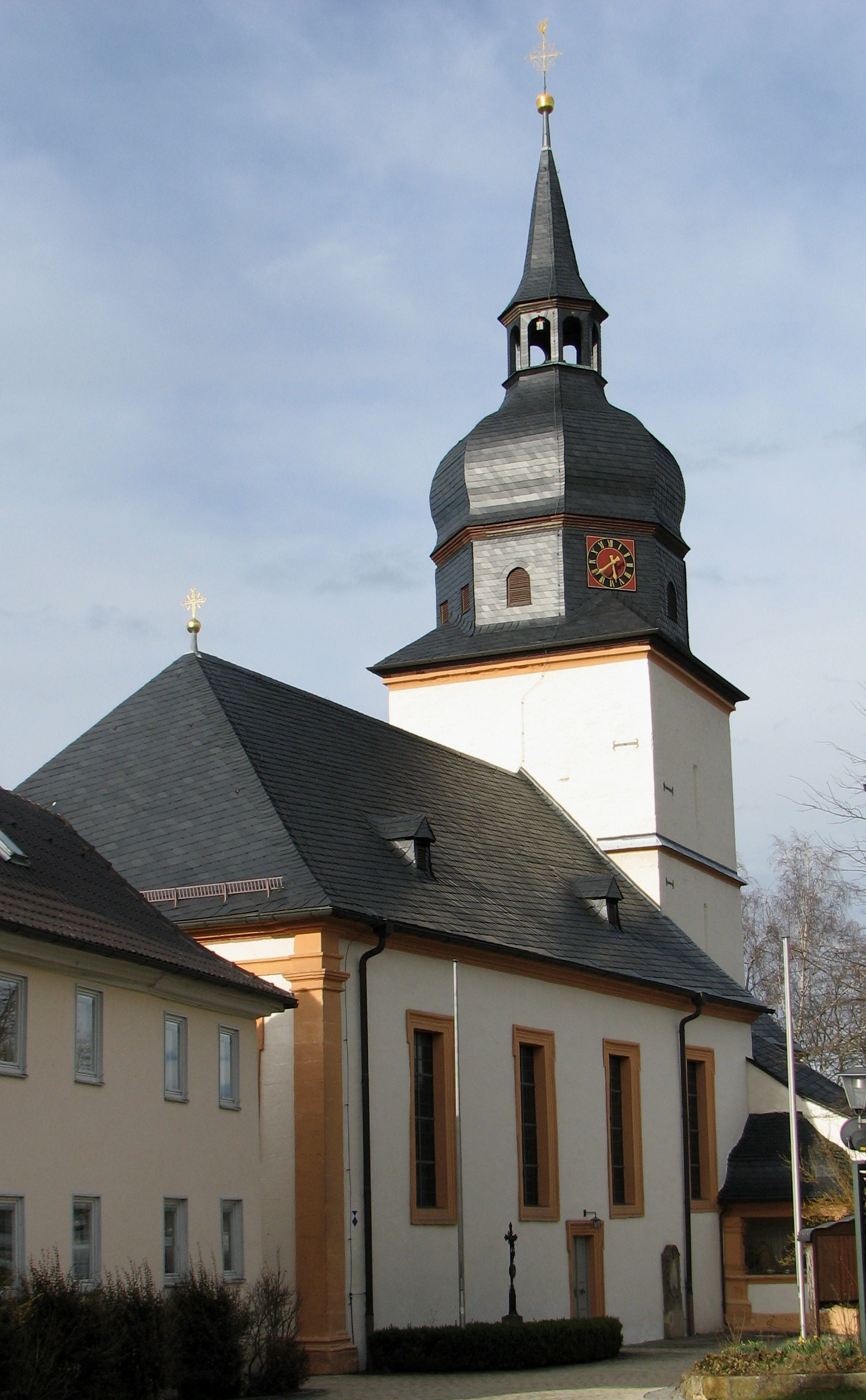
Katholische Pfarrkirche St. Johannes Baptista

In der Liste der Baudenkmäler in Lichtenfels (Oberfranken) sind für Isling 19 Baudenkmäler ausgewiesen.

### Katholische Pfarrkirche St. Johannes Baptista
Ein zentraler Punkt des Ortes und ein geistliches Zentrum für die umliegenden Ortschaften ist die katholische Pfarrkirche St. Johannes der Täufer. Vor der Stiftung des Bistums Bamberg 1007 gegründet, war die Pfarrei noch 1182 würzburgisch. Chor und Vorchor mit dem Turm der Pfarrkirche stammen aus der Zeit um 1300; die Sakristei ist nur wenig jünger. Im Dreißigjährigen Krieg wurde die Kirche niedergebrannt, 1654 war sie jedoch wieder aufgebaut. Umfangreiche Umbauten folgten 1724: Langhaus und Turmobergeschoss mit Kuppel wurden neu errichtet, das Chorgewölbe herausgeschlagen, die Gewölberippen im Vorchor entfernt und der Bogen zwischen Chor und Vorchor sowie der Chorbogen erweitert.

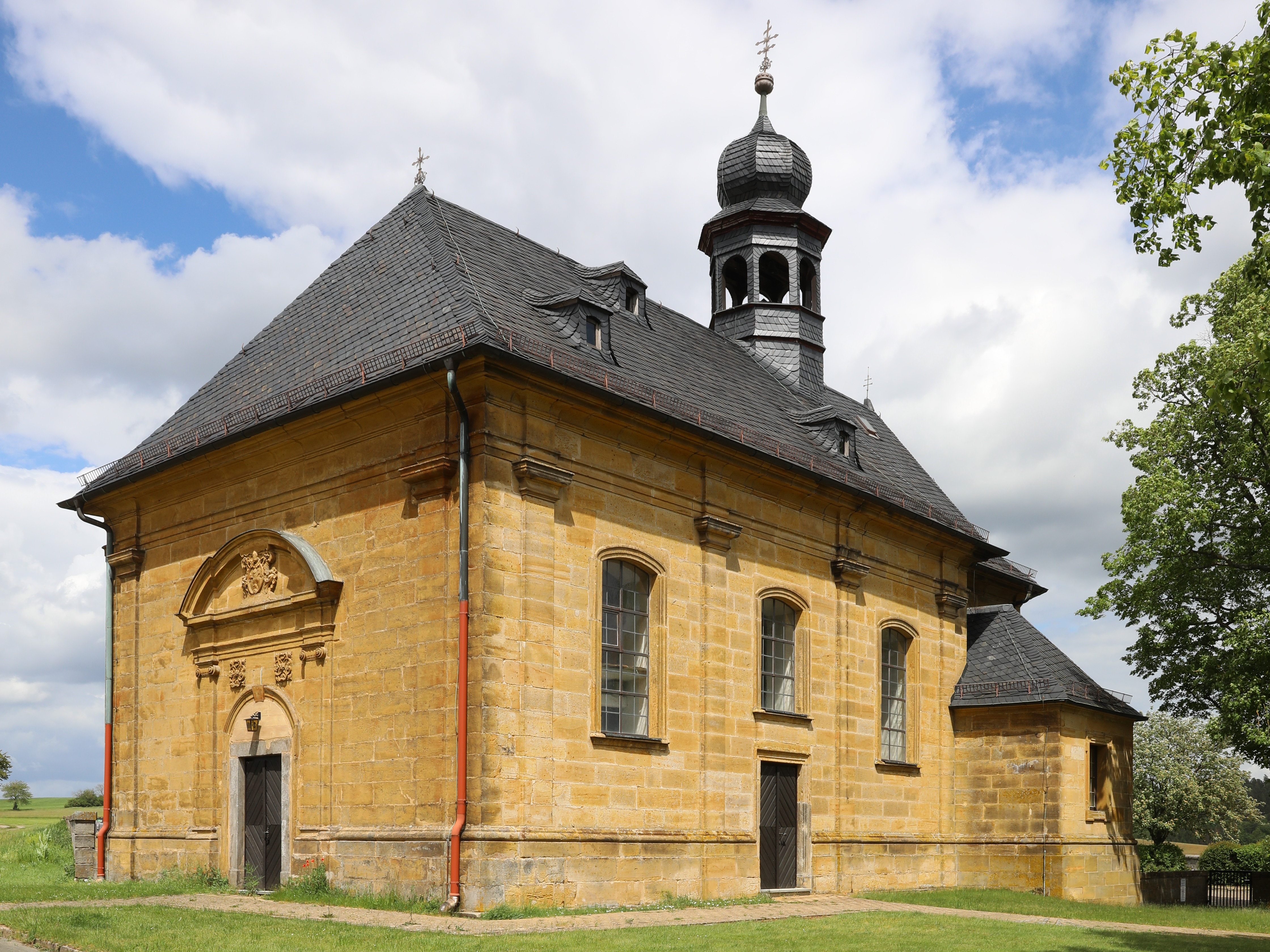
Kapelle Zum Heiligen Kreuz

### Kapelle zum Heiligen Kreuz
Die Kapelle Zum Heiligen Kreuz steht am Friedhof, etwa 500 Meter nördlich vor dem Ort, unweit der neuen Umgehungsstraße nach Roth. Sie wurde 1745 von Johann Thomas Nißler errichtet. Sie hat einen eingezogenen Chor zu einer Achse mit dreiseitigem Schluss, die Flachdecke erstreckt sich über eine hohe Hohlkehle. Die Fenster sind stichbogig bis auf ein hochovales Fenster in der Chorstirnwand. Das Wappen über dem Westportal gehört dem Langheimer Abt Stephan Mösinger (1734–1751).

### Marienkapelle
Die Marienkapelle, eine Feldkapelle in der Nähe des Flurverbindungsweges nach Roth, ist ein rechteckiger Putzbau mit abgewalmtem Dach und einfacher Ziegeleindeckung. Die Kapelle wird von der Kirchengemeinde bei Bittgottesdiensten genutzt. Die Innenausstattung besteht aus einer Mariendarstellung mit Christuskind.

## Dorflinden
Ein markantes Wahrzeichen ist die etwa 800 Jahre alte Tanzlinde im Zentrum des Marktplatzes (Kohlbauerplatz). Im Jahr 2015 wurde sie zum „Baum der Bayern“ gewählt und repräsentiert damit nun ganz Bayern. Bis in das 20. Jahrhundert wurden die beiden Etagen der Linde als Bühne für Musikanten und Tanzfläche bei verschiedenen Veranstaltungen benutzt. Das alljährliche Lindenfest wird vom Musikverein ausgerichtet. Da die notwendige Tragfähigkeit des oberen Astkranzes nicht mehr gegeben ist, kann nur noch die untere Ebene benutzt werden. Das Zentrum Islings mit Tanzlinde, pittoreskem Brunnen und Zwiebelturmkirche ist malerisch.
Am Vorplatz des ehemaligen Zehnthauses bietet eine etwas jüngere Linde den Wanderern die Möglichkeit zur Rast und zum Schutz bei schlechtem Wetter.

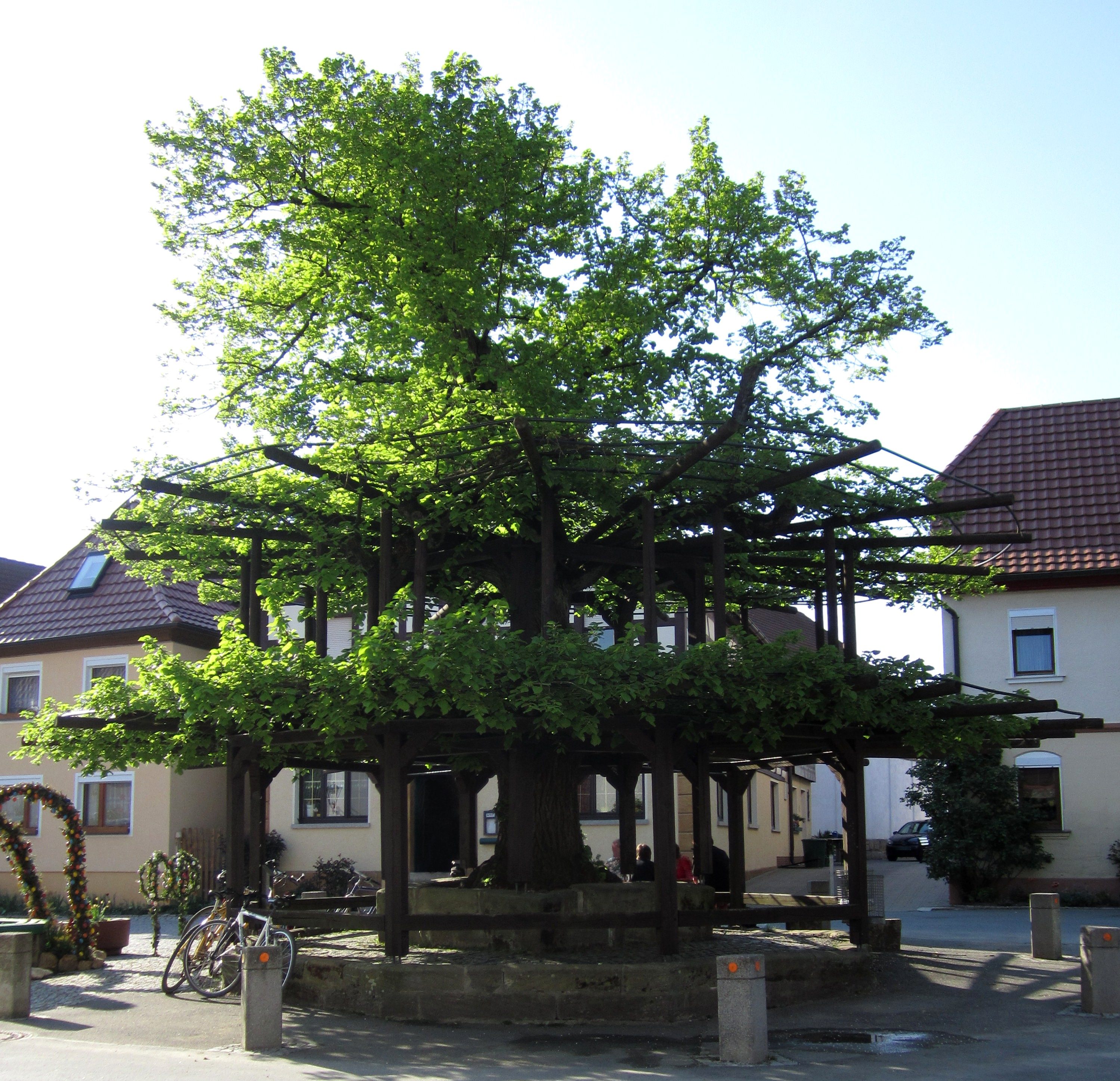
Tanzlinde am Marktplatz Isling
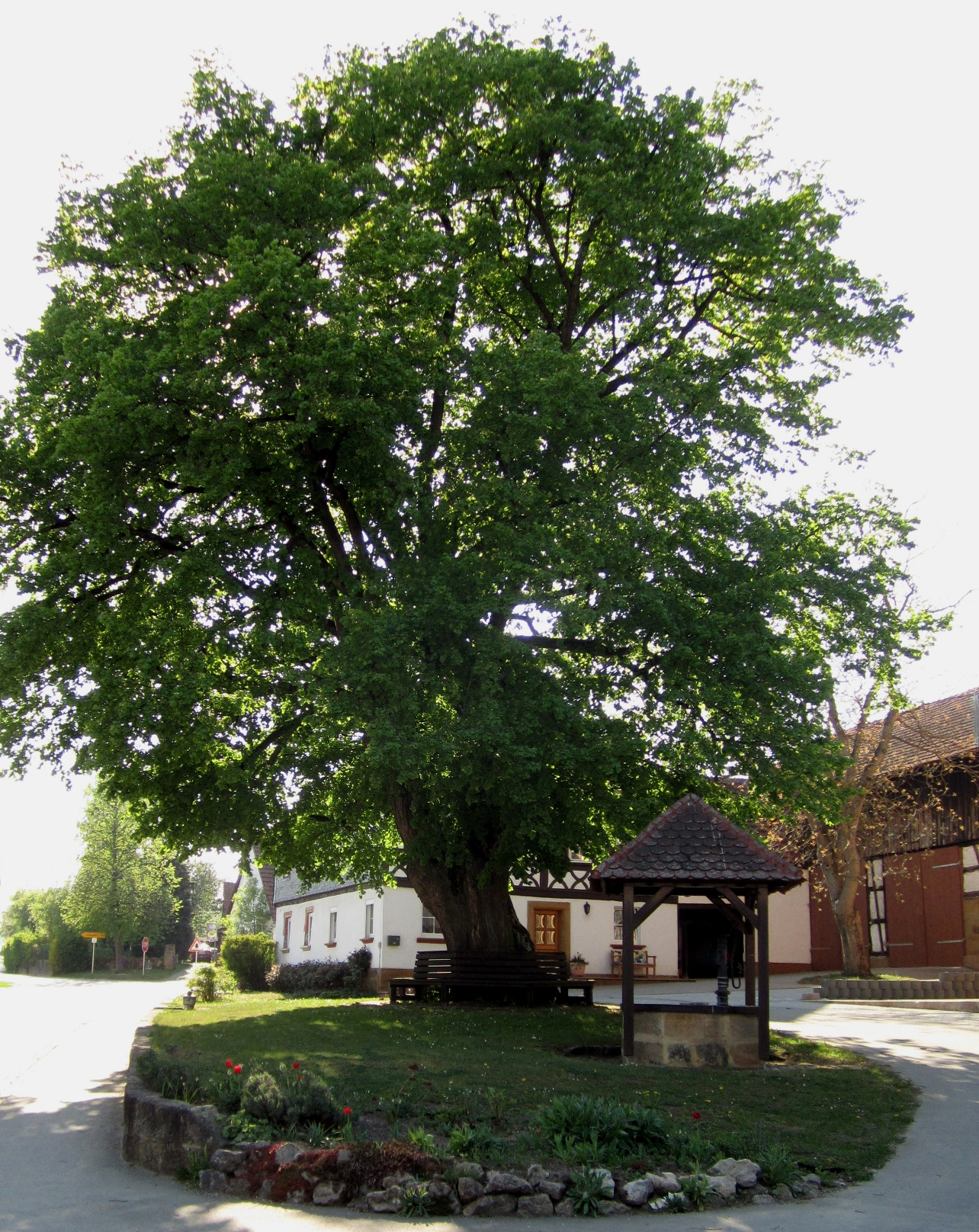
Linde am Vorplatz des ehemaligen Zehnthauses

## Vereine
- Islinger Musikanten (Gründungsjahr: 1807)
- Spielvereinigung (Gründungsjahr: 1977)
- Freiwillige Feuerwehr (Gründungsjahr: 1874)
- Obst- und Gartenbauverein
- Soldatenkameradschaft
- Jagdgenossenschaft
- Mütterverein
- Dartverein